# Вакацукі
«Вакацукі» (Wakatsuki, яп. 若月) — ескадрений міноносець Імперського флоту Японії типу «Акідзукі», який брав участь у Другій Світовій війні.

## Історія створення
Корабель був закладений 9 березня 1942 року на верфі «Міцубісі» в Нагасакі. Спущений на воду 24 листопада 1942 року, вступив у стрій 31 травня 1943 року.

## Історія служби

### 1943 рік
За кілька діб після завершення[чого?] «Вакацукі» брав участь у рятувальних роботах, які провадились у Куре після вибуху та загибелі лінкора «Муцу» 8 червня 1943-го. Далі після необхідних тренувань «Вакацукі» 15 серпня попрямував на атол Трук (головна база японського ВМФ у Океанії, розташована в центральній частині Каролінських островів).
У середині вересня 1943-го американське авіаносне з'єднання здійснило рейд проти зайнятих японцями островів Гілберта (лежать південніше від Маршаллових островів). У відповідь 18 вересня з Труку на схід вийшли значні сили (2 авіаносці, 2 лінкори, 7 важких крейсерів та інші кораблі), які попрямували до атола Еніветок (крайній північний захід Маршаллових островів). «Вакацукі» супроводжував це угруповання, яке в підсумку так і не вступило в контакт із союзними силами та 25 вересня повернулось на базу.
На початку жовтня 1943-го американське авіаносне з'єднання завдало удару по острову Вейк (північніше від Маршаллових островів) без жодної суттєвої реакції зі сторони ворожого флоту. Зате за кілька тижнів японці на основі радіоперехоплення вирішили, що готується нова атака на Вейк, і 17 жовтня вислали з Труку до Еніветоку головні сили (3 авіаносці, 6 лінкорів, 8 важких крейсерів та інші кораблі), в ескортуванні яких брав участь і «Вакацукі». Цей флот кілька діб безрезультатно очікував ворога, після чого 26 жовтня повернувся на Трук.
Невдовзі союзники розпочали просування на заході Соломонових островів. 27–28 жовтня вони висадили допоміжний десант на островах Трежері та здійснили відволікаючий рейд на острів Шуазель. Як наслідок, 30 жовтня 1943-го «Вакацукі» разом зі ще двома есмінцями та легким крейсером полишив Трук та попрямував на підсилення розміщених у Рабаулі сил (на цій наближеній до ворога передовій базі японське командування тримало лише крейсери та есмінці). Він прибув вчасно, щоб узяти участь у спробі контратаки проти ворожого з'єднання, яке 1 листопада висадило головний десант на острові Бугенвіль. Це призвело до зіткнення в ніч проти 2 листопада, відомого як битва в затоці Імператриці Августи. Хоча в підсумку японський загін зазнав поразки та втратив 2 кораблі, проте «Вакацукі» повернувся до Рабаулу без пошкоджень.
6 листопада 1943-го «Вакацукі» разом зі ще 6 есмінцями та 2 легкими крейсерами прикривали 4 есмінці транспортної групи, яка доправила японських бійців на Бугенвіль до району плацдарму союзників (хоча на острові перебував великий японський гарнізон, проте в умовах джунглів оперативно перекинути ці сили до місця ворожої висадки було нелегко). Втім, уже за добу цей незначний загін (близько п'яти сотень осіб) був атакований силами союзників та з важкими втратами відкинутий у джунглі.
11–14 листопада 1943-го «Вакацукі» разом з 4 іншими есмінцями та легким крейсером ескортували з Рабаула на Трук плавучу базу підводних човнів «Чогей» та важкий крейсер «Мая», який нещодавно був пошкоджений унаслідок рейду авіаносного з'єднання на Рабаул (під час переходу легкий крейсер відокремився для допомоги ще одному кораблю цього класу, атакованому підводним човном). А 18 листопада «Вакацукі» разом з есмінцем «Ямагумо» повели до Японії зазначену плавбазу і два інші кораблі. Невдовзі «Ямагумо» відокремився для бою з виявленим підводним човном, після потоплення якого повернувся на Трук. Інші кораблі загону продовжили рух до Японії та 25 листопада прибули до Куре. Після виконання цього завдання «Вакацукі» став на ремонт у Йокосуці.

### 1944 рік
6—13 лютого 1944-го «Вакацукі» разом з 4 іншими есмінцями супроводжував 2 авіаносці та важкий крейсер з Японії до Сінгапуру. 15–21 березня «Вакацукі» та ще один есмінець пройшли назад і з 28 березня по 4 квітня ескортували авіаносець «Тайхо» з Куре до розташованої в районі Сінгапуру якірної стоянки Лінгга (на той момент дії підводних човнів на комунікаціях вкрай ускладнили доставку палива до Японії, що призвело до рішення базувати головні сили флоту поблизу від районів нафтовидобутку).
12–15 травня 1944-го «Вакацукі» взяв участь у супроводі флоту з Лінгга до Таві-Таві (у філіппінському архіпелазі Сулу поряд з нафтовидобувними районами острова Борнео). На той час японське командування очікувало неминучої ворожої атаки на головний оборонний периметр імперії (Маріанські острови — Палау — західна частина Нової Гвінеї) і перебазувало головні сили ближче до місця майбутніх подій. 6 червня есмінець здійснював проведення конвою танкерів від Таві-Таві до Балкіпапану (один з центрів нафтової промисловості на сході Борнео) і під час переходу врятував майже пів сотні моряків з потопленого підводним човном есмінця «Мінадзукі».
12 червня 944-го американці дійсно розпочали операцію проти Маріанських островів і невдовзі японський флот вийшов для контратаки, а 19–20 червня зазнав важкої поразки в битві у Філіппінському морі. Під час цих подій «Вакацукі» разом з 6 іншими есмінцями та легким крейсером забезпечував охорону загону «А», при цьому ескорт не зміг захистити головні кораблі від підводних човнів, які 19 червня потопили 2 із 3 авіаносців. «Вакацукі» допомагав торпедованому авіаносцю «Тайхо», а потім взяв участь у порятунку моряків з нього. За кілька діб головні сили японського флоту прибули до Японії.
8–20 липня 1944-го «Вакацукі» взяв участь у супроводі головних сил флоту під час їхнього переходу з Куре через Манілу (кораблі одночасно здійснювали транспортну функцію) до Лінгга. 19 вересня есмінець повернувся до Куре.
16 жовтня 1944-го «Вакацукі» разом з есмінцем «Судзуцукі» здійснював рейс з Японії до Кіруну (зараз Цзілун на Тайвані) для доставки авіаційних припасів. На переході «Судзуцукі» був торпедований підводним човном, після чого «Вакацукі» охороняв його перехід до Куре.
У другій декаді жовтня 1944-го союзники розпочали операцію на Філіппінах. 20 жовтня «Вакацукі» вийшов з Японії у складі охорони з'єднання адмірала Одзави, яке мало 4 авіаносці, але лише сотню літаків. За планами японського командування, потрібно було відволікти сили ворога та дозволити головному з'єднанню адмірала Куріти атакувати транспорти вторгнення. Цей план дійсно спрацював (у частині відволікання уваги) і 25 жовтня американське ударне авіаносне з'єднання зайнялось кораблями Одзави та потопило всі 4 авіаносці. У цьому бою «Вакацукі» взяв участь у порятунку вцілілих з авіаносців «Дзуйкаку» і «Дзуйхо».

### Загибель
29 жовтня — 1 листопада 1944-го «Вакацукі» супроводжував легкий крейсер «Ойодо», який прямував з транспортною місією до Маніли. Після цього крейсер рушив далі, а «Вакацукі» залишився в Манілі та взяв участь у операції TA, метою якої була доставка підкріплень на острів Лейте (саме тут висадився перший десант союзників на Філіппінах) до затоки Ормок. 8 листопада 1944-го «Вакацукі» та ще 5 есмінців вирушили з Маніли для супроводу конвою TA № 4. На зворотному шляху вони зустріли конвой TA № 3, що лише прямував до Лейте, і «Вакацукі» приєднався до охорони TA № 3. 11 листопада в затоці Ормок есмінець був уражений під час атаки літаків та затонув. При цьому внаслідок пожежі на кораблі, ймовірно, здетонували власні торпеди, що призвело до загибелі більшості екіпажу (всього з «Вакацукі» та іншого есмінця «Сімакадзе» врятувалась лише 131 особа).